# TEMCO
株式会社TEMCO（テムコ、英: TEMCO corporation）は、かつて存在した機器販売商社。豊田通商グループに属し、本社を愛知県豊田市堤町に置いていた。

## 概要
自動車生産ラインの設計・製造を行う機械メーカー機能を併せ持つ。エンジニアリング部門がトヨタグループとの取引に特化しているのに対し、商社部門は、トヨタグループ以外の企業を多く顧客に持っているのが特徴の企業であった。
2010年（平成22年）10月1日、設備の設計製作に関わる部門を同じく豊田通商の連結子会社の豊通テクノプロトに譲渡し豊通テクノを設立。同時に当社を存続会社として、設計を除く全部門と豊通マシナリー、豊通エスケー、DICOの3社が合併、豊通マシナリーへ社名を変更した。

## 沿革
- 1975年（昭和50年）- 株式会社トーメン･マシンツールスが設立。
- 1978年（昭和53年）- 豊通エンジニアリング株式会社が設立。
- 1986年（昭和61年）- トーメン･マシンツールスが株式会社トーメンマシーナリーに商号変更。
- 2003年（平成15年）- トーメンマシーナリーが株式会社トーメンテクノソリューションズに商号変更。
- 2007年（平成19年）10月 - 豊通エンジニアリングとトーメンテクノソリューションズが経営統合し、株式会社TEMCO設立。
- 2009年（平成21年）4月1日 - 豊田通商とTEMCOの合弁で株式会社豊通マシナリー（旧）を設立（出資比率：豊田通商75％：TEMCO25％）。
- 2010年（平成22年）10月1日 - 当社の設備の設計製作に関わる部門のみ、同じく豊田通商の連結子会社の豊通テクノプロト株式会社と合併、同日株式会社豊通テクノを設立。当社を存続会社とし、その他全部門と豊通マシナリー（旧）、豊通エスケー、DICOが合併、株式会社豊通マシナリーに商号を変更。

## 事業所
- 本社（愛知県豊田市堤町）
- 東京支店（東京都中央区）
- 名古屋支店（愛知県名古屋市中区）
- 大阪支店（大阪府大阪市中央区）
- 営業所
  - 関東、田原、関西、九州、東北、新潟、広島、福岡、浜松出張所、豊田事務所

- 海外
  - Industrial Tech Services, Inc.（アメリカ）
  - 天津豊通汽車設備有限公司（中国）
  - 広州広汽豊通汽車設備有限公司（中国）
  - Industrial Tech Services (Thailand) Co., Ltd.（タイ）
  - P.T. Toyota Tsusho Mechanical & Engineering Service Indonesia（インドネシア）

## 関連企業
- 豊田通商
- トーメン
- 豊通マシナリー
- 豊通テクノ